# Demencia senil
La locución demencia senil se usaba antiguamente para nombrar a una patología actualmente conocida como trastorno neurocognitivo mayor. Es el nombre dado en español a un síndrome que se caracteriza por el deterioro de las capacidades psíquicas de la persona afectada, especialmente las capacidades cognitivas.
El nombre clínico de «demencia» proviene del latín demens-dementatus, literalmente «fuera de la mente de uno».
Por su parte, «senil» es un adjetivo que alude a la senectud o ancianidad, aunque existe evidencia de una minoría de cuadros de demencia a edades relativamente tempranas. El proceso de la senilidad entendido como una condición inevitable en la vejez se rechaza y, desde ese momento, los ancianos seniles dejan de ser lo que eran y se convierten en enfermos.

## Epidemiología
La demencia no es exclusiva de la vejez, aunque se suele presentar con más frecuencia entre personas de la tercera edad.
Solamente la padece una minoría, pero con la edad aumenta la probabilidad de desarrollarla. De los 65 a los 90 años, aproximadamente, la probabilidad se duplica cada cinco años.
La demencia más común es la enfermedad de Alzheimer. La demencia mixta es una afección en la que los pacientes tienen más de un tipo de demencia. En esta condición, la enfermedad de Alzheimer con demencia con cuerpos de Lewy o la demencia vascular son las demencias coexistentes más comunes.

## Síntomas
La demencia senil se refiere no a una enfermedad en específico, puesto que se puede deber a múltiples causas, sino a un conjunto de síntomas de tipo cognitivo y conductual, entre otras:
- confusión mental
- pérdida de memoria
- deterioro intelectual
- desorientación
- disturbios en lenguaje
- anormalidades visuoespaciales

Asimismo, se muestra una declinación a nivel funcional (interrupción en las actividades diarias de la persona) y se le considera independiente de alteraciones generadas por alguna condición médica como, por ejemplo, infección urinaria, neumonía, deshidratación, tumor cerebral, hipoglucemia, así como por el consumo de medicamentos y sustancias adictivas. Se realiza esta diferenciación, puesto que, en tales casos, los síntomas, que podrían coincidir, reciben el nombre de delirio, afección que se caracteriza por ser aguda y reversible, a diferencia de la demencia, cuya enfermedad más común es la enfermedad de Alzheimer y el multiinfarto.
Por lo tanto, aunque la demencia es un problema grave a cualquier edad, se agrava en el caso del adulto mayor por el debilitamiento de su salud general, así como de sus habilidades intelectuales.
Actualmente, el número de personas mayores va en aumento por lo que sucede lo mismo con los casos de demencia senil.
Según Gonzalo Piédrola Gil:

La demencia plantea nuevos retos a la sociedad y al sistema sanitario, como son el respeto a la autonomía del paciente, la información al paciente y a la familia, la posibilidad de complementar el documento de voluntades anticipadas, el consentimiento informado y, en especial, la elección de un tutor o representante.

### Síntomas cognitivos
La demencia senil incluye el deterioro de funciones cognitivas. Una de las funciones más sensibles y, por tanto, una de las más afectadas, es la memoria.
La capacidad para almacenar nueva información se reduce en los pacientes que sufren de demencia senil (amnesia anterógrada) y, al mismo tiempo, puede haber pérdida de los recuerdos que previamente se habían formado (amnesia retrógrada).
Asimismo, los pacientes pueden presentar dificultades en el reconocimiento de caras o reconocimiento de lugares.
Otra función cognitiva que afecta al paciente con demencia senil es la dificultad para producir y comprender el lenguaje. Este problema se puede manifestar cuando haya una incapacidad de nombrar a personas u objetos, lo que puede impedir una buena interacción y relación con las personas de su entorno. En ciertos casos, se puede llegar a perder el contenido semántico al momento de hablar.
También pueden verse perturbadas por la enfermedad otras funciones cognitivas como la habilidad para abstraer, organizar, anticipar, iniciar y controlar conductas complejas.
El declive en estos procesos cognitivos impide la inhibición de respuestas para el paso de una actividad a otra y para realizar diferentes actividades al mismo tiempo.

### Síntomas conductuales
Los cambios en la conducta pueden darse en cualquier momento de la enfermedad. Su intensidad y su frecuencia no son necesariamente progresivas y no aparecen en todos los casos de demencia senil. 
Los más recurrentes son la deambulación errática, la desinhibición, la agitación/agresividad, las quejas, el negativismo, la intrusividad y los trastornos del comportamiento alimentario y sexual. 
- Deambulación errática: el paciente camina sin un rumbo en particular, se puede presentar en cualquier momento y se relaciona con la desorientación. En este sentido, se recomienda mantener el entorno del paciente iluminado y sin obstáculos que pudieran provocar accidentes.
- Desinhibición: consiste en la emisión de agresiones verbales, acciones impulsivas y pérdida de vergüenza. Por ejemplo, atacar verbalmente a quienes estén a su alrededor y bajarles la autoestima sin entender que sus palabras hieren a la otra persona. Ante estas situaciones, se recomienda actuar con calma y paciencia, no ponerse nerviosos ante ninguna circunstancia.
- Fenómeno del sundown: también conocido como sundowning, síndrome crepuscular, síndrome vespertino o empeoramiento al anochecer. Existen varias causas por las que el comportamiento de una persona con enfermedad de Alzheimer o con alguna otra demencia puede alterarse negativamente al llegar la noche, ya sea el ruido, la disminución de la luz o del número de personas. La Asociación de Familiares de Enfermos de Alzheimer (AFATE) recomienda identificar la causa de la alteración, además de un acompañamiento permanente y evitar los conflictos a esa hora.[8]

Los cambios conductuales pueden afectar la vida diaria del paciente y requieren un ambiente apropiado para facilitar la adaptación del paciente.[cita requerida]

## Rol del cuidador
El cuidador es aquella persona que atiende a un paciente en su vida diaria.
Asumir este rol de cuidador es complejo y duro. Conviene tener en cuenta ciertos conceptos y actitudes sobre cómo afrontar situaciones y sobre cómo funcionar en el día a día.

### Organización de las tareas del hogar y modificación del ambiente
Se recomienda que cada familiar del paciente posea tareas específicas a realizar, para que, de ese modo, exista una organización y que se sepa quién y en qué momento se cuidará de la persona. Esta organización de las tareas también puede incluir al paciente, siempre y cuando este esté en la capacidad de realizarlas.
Para ello, se necesita que las actividades se descompongan en una serie de pasos, lo que ayudará a que las tareas del hogar sean más sencillas y amenas para la persona en cuestión.
Si el paciente puede realizar una actividad parcialmente, también es de gran importancia que haya alguien que realice los pasos que él no pueda para que, de esa manera, sienta que es de ayuda para las actividades que se realizan.
Además, los horarios estructurados con los hábitos diarios del paciente y la constante explicación de los mismos permiten que la persona no se desoriente y pueda llegar a adquirir la sensación de seguridad.
En cuanto al ambiente, el centro Family Caregiver Alliance (FCA) menciona que el espacio debe estar libre de objetos que puedan dañar a la persona que padece de demencia senil.
Además, el ambiente incluye a las personas que están a su alrededor, pues es de gran importancia que exista una interacción entre estos últimos y el paciente, para que este no se sienta solo. La actitud de cada miembro es importante, así como su lenguaje corporal, ya que, en muchos casos, serán estos los que comunicarán las ideas y sentimientos con mayor fuerza que las palabras.
Por tanto, se debe crear un ambiente positivo, tanto en lo físico como en la interacción con otros, y de ese modo ayudar a que la persona se ocupe de actividades que impidan el avance inmediato de la enfermedad.

### Mantenimiento de las actividades diarias del paciente

#### Administrar dinero
En el caso del paciente con demencia, la pérdida progresiva de la memoria ocasiona que se vuelva más ansioso y suspicaz con respecto a su dinero, acusando en ocasiones a los cuidadores de robarle cuando no puede recordar dónde lo dejó.
En situaciones similares se propone desproveer a la persona de todo contacto directo con tarjetas de crédito, cheques, efectivo, etcétera.
Sin embargo, administrar su propio dinero es una muestra de independencia que a las personas no les gusta perder, y por la cual estarían dispuestos a luchar. Por lo tanto, se recomienda a los cuidadores otorgarle al paciente una pequeña cantidad de dinero de la que pueda disponer, dejar notas visibles que le indiquen quién es ahora el encargado de la administración del hogar, así como tener paciencia y mantener la calma ante cualquier acusación, comprendiendo la naturaleza del mismo.

#### Conducción de vehículos
En las etapas tempranas de la enfermedad las personas suelen mantener su actividad laboral y vida independiente, así como su capacidad para conducir.
Conducir un coche puede significar, para muchos de ellos, autonomía, autoestima y dignidad. Sin embargo, la demencia se caracteriza por la ausencia de conciencia sobre la enfermedad y, por lo tanto, de sus progresivas dificultades para conducir, que incluyen procesos de atención dividida (conversar mientras conduce), habilidades ejecutivas (frenar bruscamente ante algún imprevisto), memoria (recordar direcciones) y habilidades visuo-espaciales (la distancia entre el auto y otras estructuras).
Por lo tanto, se presenta un conflicto entre su sentido de independencia y su seguridad. En este sentido, es recomendable que los cuidadores acompañen al paciente durante sus recorridos y observen objetivamente sus conductas durante la conducción, enfocando su atención en las habilidades mencionadas que se pueden ir deteriorando en el desarrollo de la demencia.

### Prevención de la progresión de la enfermedad

#### Estimulación de la memoria
Existen diversos ejercicios para estimular la memoria de los pacientes, pero primero debe tomarse en cuenta la etapa de la enfermedad en la cual estos se encuentran.
Las actividades propuestas deben ser del agrado del paciente, de lo contrario esto puede generarle ansiedad y frustración.
De preferencia, es necesario aplicar ejercicios y actividades que concuerden con la historia bio-psicosocial de la persona, puesto que así es más probable que la motivación incremente y surjan resultados positivos.
La memoria del paciente puede ser estimulada a través de varias actividades, las cuales pueden ser:
- Actividades mentales: rompecabezas, crucigramas, cuentos y juegos de mesa, los cuales ejercitan el razonamiento y la comprensión.
- Actividades físicas: el baile y los ejercicios de brazos y piernas ayudan a la coordinación motora.
- Actividades sociales: los encuentros con amigos y familiares estimulan al paciente a evocar recuerdos y obtener experiencias.
- Actividades laborales: doblar ropa, poner la mesa, alimentar a la mascota, etcétera.
- Actividades creativas: la pintura y las artesanías ejercitan la motricidad y la coordinación motriz del paciente.
- Actividades de memoria: ver fotografías familiares, leer cartas antiguas y que se le narren historias estimulan las funciones mentales y sociales del paciente.

Además, actividades cotidianas como cepillarse los dientes y cambiarse la ropa también son útiles.

#### Estimulación de la atención
Para que el paciente capte la atención de un interlocutor y se estimule este proceso cognitivo, es importante que esté fuera de objetos como la televisión o la radio en el momento que el cuidador le hable pues, de esa manera, se llega a concentrar más en la persona y que no haya distracciones que interrumpan esta función.
Asimismo, es importante llamar a la persona siempre por su nombre y recordarle con quién está hablando, es decir, la relación o parentesco que existe con el paciente. Siempre haciendo contacto visual con el paciente y así, de nuevo, centrando la atención.
También se puede implementar una técnica que consiste en traer recuerdos de la historia personal del sujeto a la conciencia, el cual estimula el proceso de la memoria con la reactivación de recuerdos del pasado. Esto no solo ayuda al proceso mencionado sino que posibilita una activación de la atención en el paciente y el aumento del lapso de tiempo de concentración. Además, el cuidador o terapeuta puede apoyarse en instrumentos como diarios personales, lo que también ejercitará su atención al tener que leer para poder recordar.
A nivel visual, la atención puede ser estimulada por ejercicios como laberintos, buscar diferencias, localizar elementos concretos dentro de una gran variedad de elementos similares y encontrar errores en fotografías.
A nivel auditivo, el cuidador puede leer ciertos párrafos sobre los que se le harán preguntas en cuanto a determinados detalles escuchados, trabajando paralelamente la memoria de corto plazo y la memoria de largo plazo.
A nivel olfativo y táctil, se puede estimular al paciente con demencia senil a través de la entrega de un conjunto de elementos diferentes. Se pide al paciente que, con los ojos cerrados, palpe los objetos, describa sus cualidades y elabore hipótesis sobre qué objeto es.

#### Estimulación del lenguaje
En la primera fase de la demencia, no suele haber problemas de comprensión de lenguaje, los cuales se podrían presentar, posteriormente, al momento de identificar el significado de frases e ideas complejas. Por otro lado, la detección de problemas en la comprensión del lenguaje facilita el diagnóstico del paciente, puesto que se descartaría una demencia frontal o exclusivamente frontal, ya que sería necesario que el área afectada fuera la parte posterior del lóbulo temporal del hemisferio izquierdo, donde se encuentra el área de Wernicke.
Los problemas de la persona con demencia para expresarse pueden ser de diferentes tipos según la enfermedad. Puede confundir algunas palabras por otras, divagar sobre una misma idea, comunicar solo algunas palabras para indicar una idea, etcétera.
En estos casos, es necesario que el cuidador trate de interpretar lo que se le quiere decir, evitando que el paciente se frustre ante dicha situación. De esta manera, se recomienda completar la idea de la persona cuando tiene dificultades en hacerlo, hacer suposiciones de lo que intenta comunicar y preguntarle si son correctas y dejar pasar pequeños errores que pudieran molestar al paciente si se los recuerda constantemente.
Se conoce como demencia semántica a una de las variantes de la afasia primaria progresiva, la cual conlleva a que el paciente vaya perdiendo gradualmente la capacidad para comprender palabras, reconocer objetos y, en especial, el nombre de las personas.

## Atención terapéutica dirigida al cuidador
Estudios han demostrado que los cuidadores de pacientes con demencia senil suelen ser más propensos a la depresión que otras personas. Además, dicha tendencia se ve afectada por factores como la edad y el sexo. De igual manera, la depresión se asocia con un aumento de riesgo de demencia.
Asimismo, los médicos señalan que el grado de estrés en los cuidadores de ancianos con demencia senil es bastante mayor en comparación de los que se encargan de ancianos con otro tipo de enfermedades, debido a que los primeros requieren una mayor cantidad de cuidados.No obstante un estudio en el contexto sociocultural español analizando cuidadores de familiares mayores con demencia y personas familiares mayores dependientes no encontró diferencias emocionales entre ambos grupos.
Cabe mencionar que el bienestar psicológico del cuidador posee una relación directa con el estado del paciente, ya que se ha observado que al ser atendidos por cuidadores muy estresados, aquellos tienden a presentar un nivel más alto de problemas conductuales y episodios de agitación. Además del estrés, parte de los problemas a tratar son la sobrecarga emocional, y la dificultad para relacionarse/comunicarse con el paciente.
Se debe tomar en cuenta que dichas complicaciones varían según el caso del cuidador. Por ejemplo, cuando se trata de un cónyuge de la tercera edad, suele surgir mayor frustración y depresión a causa de la posible pérdida del compañero de vida.
Otra variable es la situación económica del cuidador, en el caso de que este sea el pariente del enfermo, debido a que en estas situaciones es más probable la aparición de estrés y ansiedad.
El tratamiento para los cuidadores puede contar con tres niveles:
- Fisiológico: Buscando proporcionar al cuidador técnicas para relajarse, de modo que pueda manejar situaciones de estrés.[25]
- Cognitivo:[26] Ajustándose al caso particular de cada persona, aunque ciertas estrategias se pueden aplicar a la mayoría de casos, como la reestructuración de pensamientos negativos y trabajar descargas emocionales.
- Conductual: Se brindan estrategias para mejorar la comunicación con el paciente, además de brindar información y entrenamiento para su labor.

## Cambios en el DSM-5
En su quinta edición, el DSM (Diagnostic and Statistical Manual of Mental Disorders) cambió el nombre de Demencia por el de trastorno neurocognitivo mayor.[cita requerida]
Esta nueva connotación se ha justificado por considerar al anterior como estigmatizante, pues hace énfasis en la enfermedad mental (entendiendo demencia como «sin mente»). Por el contrario, se realza ahora el síndrome como un proceso continuo que evoluciona según la gravedad de los síntomas, la cual varía entre leve, moderado y grave (clasificación solo para los trastornos neurocognitivos mayores).[cita requerida]
Este cambio ha permitido que el diagnóstico de la enfermedad ocurra en las etapas más tempranas, puesto que la pérdida de memoria deja de ser un criterio fundamental en el trastorno para incluir seis dominios, los cuales se miden a través de tests neuropsicológicos estandarizados:
- Atención compleja
- Habilidades ejecutivas
- Aprendizaje y memoria
- Lenguaje
- Habilidad perceptual y visuoconstructiva
- Cognición social

El DSM-5 solicita especificar si el síndrome fue originado por alguna de las siguientes enfermedades:
- enfermedad de Alzheimer
- degeneración del lóbulo frontotemporal
- demencia con cuerpos de Lewy
- enfermedades vasculares
- traumatismo cerebral
- consumo de sustancias o medicamentos
- infección por VIH
- enfermedad por priones
- enfermedad de Parkinson
- enfermedad de Huntington
- otras afecciones médicas
- etiologías múltiples
- no especificado

No existe cura para ningún tipo de demencia.

## Demencia senil en el mundo
Según la Organización Mundial de la Salud, se ha calculado que para el año 2050 habrá 115 millones de personas viviendo con demencia senil en el mundo. Actualmente 35,6 millones de personas viven con demencia senil en el mundo, y en dos décadas la cifra se duplicará con 65,7 millones de casos.

#### En Perú
Según el INEI, en el año 2014, la edad mediana de la población peruana se sitúa en 26,9 años. Hace dieciocho años era 21,6 años, lo que revela que hay más población en el grupo de edades mayores.
La población de 65 y más años de edad en Perú representa el 6,4% de la población total. Los mayores porcentajes se presentan en los departamentos de Arequipa (7,5%), Lima y Moquegua (7,3%, en ambos casos), La Provincia Constitucional del Callao (7,2%), Áncash (7,1%) y Lambayeque e Ica (7,0%, en cada caso). Asimismo, las personas de alrededor de ochenta años de edad superan la cifra de 350 mil y la mayoría pertenecen al sexo femenino (58,4%).
La cantidad de adultos mayores de 60 que padecen demencia senil oscila entre el  5 % y 8% de dicho sector de la población, se estima que un cuarto de millón de peruanos lo padecen, según el neurólogo Danilo Sánchez, presidente de la Asociación Memoria, Alzheimer y Enfermedades Relacionadas (AMAR).
En Perú se encuentra la Asociación Peruana de Alzheimer y otras demencias (APEAD), la cual es miembro de Alzheimer´s Disease International (ADI), organización mundial que congrega a las asociaciones de Alzheimer del mundo, y que reconoce solo una por país. Asimismo, es miembro fundador de Alzheimer Iberoamérica (AI). Esta asociación tiene como objetivo promover a nivel nacional el conocimiento de la enfermedad, el cuidado adecuado del paciente con demencia senil y el soporte para sus cuidadores, a su vez intenta lograr cambios en las políticas de salud que favorezcan a los pacientes de esta enfermedad y a sus familiares.